# グリエルモ9世 (モンフェッラート侯)
グリエルモ9世・デル・モンフェッラート（Guglielmo IX del Monferrato, 1486年8月10日 - 1518年10月4日）は、イタリアのモンフェッラート侯爵（在位：1494年 - 1518年）。

## 生涯
モンフェッラート侯爵ボニファーチョ3世とその妻でセルビアのデスポト（君侯）ステファン・ブランコヴィチの娘であるマリアの間に生まれ、1494年に幼くして侯爵位を継いだ。父に倣って親フランスの立場をとり、アランソン公ルネの娘アンヌを妻に迎えた。2人の結婚式は1508年8月31日にブロワのサン＝ソーヴール教会で執り行われている。
1513年のノヴァーラの戦いでは、敗走・退却するフランス軍をスイス＝ミラノ連合軍から守る役目を果たした。スイス人傭兵のおかげでミラノ公に復帰したマッシミリアーノ・スフォルツァは、報復措置を行わない代わり3万スクードの賠償金を支払うようグリエルモ9世に要求した。マッシミリアーノは和平協定を遵守せず、モンフェッラート侯爵領に軍隊を差し向けて多くの都市を掠奪させた。
分家筋のインチーザ侯爵家（Marchesato di Incisa）の当主オッドーネ（Oddone d'Incisa）がモンフェッラート侯爵位を狙っていると知ると、グリエルモはインチーザ・スカパッチーノの町を占領して、オッドーネとその息子のバドーネを処刑し、インチーザ侯爵領を併合しようとした。しかしこの行動はインチーザ侯爵の宗主である神聖ローマ皇帝マクシミリアン1世の厳しい非難を受け、グリエルモはインチーザの併合を諦めざるを得なかった。

## 子女
アンヌ・ダランソンとの間に3人の子女をもうけた。
- マリーア（1509年 - 1530年） - 1517年、マントヴァ公フェデリーコ2世と結婚
- マルゲリータ（1510年 - 1566年） - 1531年、マントヴァ公フェデリーコ2世（姉の元夫）と結婚
- ボニファーチョ4世（1512年 - 1530年） - モンフェッラート侯